# Samantha Peszek

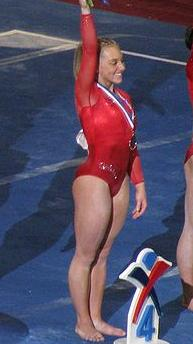
Samantha Peszek (2008)

Samantha Nicole Peszek (* 14. Dezember 1991 in Indianapolis, Indiana) ist eine US-amerikanische Kunstturnerin. Sie war ein Mitglied des Turnerteams bei den Olympischen Sommerspielen 2008.

## Karriere
2007 nahm sie mit dem US-Team bei den Turn-Weltmeisterschaften und Pan-Amerikanischen Spielen teil, wo sie jeweils Gold gewann.
Im März 2008 nahm sie am Amerika-Cup teil. Sie wurde dritte hinter ihren Kameradinnen Nastia Liukin und Shawn Johnson.
Nach einer soliden Leistung bei den nationalen Meisterschaften 2008 bewies Peszek weiterhin ihren Wert für das Team in der Vorbereitung auf Olympia. Bei dem Treffen, wo sie zu einem Auswahlcamp eingeladen wurde, meinten die meisten Experten inklusive Analysten, sie wäre im Team. Daraufhin wurde sie während des Camps am 19. Juli 2008 ausgewählt. Gemeinsam mit Peszek wurden Shawn Johnson, Nastia Liukin, Chellsie Memmel, Alicia Sacramone und Bridget Sloan für das Team ausgewählt.
Während der Olympischen Sommerspiele 2008 verletzte sich Peszek in der Qualifikation. Sie war nach Chellsie Memmel die zweite, die sich verletzte. Nach den Olympischen Sommerspielen in Peking äußerte Samantha den Wunsch, ihre Elite-Turnerinnenkarriere fortzusetzen. Bei den Olympischen Sommerspielen 2008 gewann sie mit der Mannschaft Silber.